# Glyphostoma dentiferum
Glyphostoma dentiferum é uma espécie de gastrópode do gênero Glyphostoma, pertencente a família Conidae.